# الکساندر دالاس باچه
الکساندر دالاس باچه (انگلیسی: Alexander Dallas Bache؛ زاده ۱۹ ژوئیهٔ ۱۸۰۶ درگذشته ۱۷ فوریهٔ ۱۸۶۷) یک فیزیک‌دان، شیمی‌دان و مهندس اهل ایالات متحده آمریکا بود.